# Chim thiên đường Quốc vương Sachsen
Chim thiên đường Quốc vương Sachsen (danh pháp hai phần: Pteridophora alberti) là một loài chim thuộc họ Chim thiên đường (Paradisaeidae). Nó là thành viên duy nhất trong chi đơn loài Pteridophora và là loài đặc hữu của núi rừng ở New Guinea.
Cả hai tên gọi chung "vua của Saxony" và tên khoa học cụ thể "alberti" đã được trao để vinh danh vua Albert I của Sachsen. Con chim đôi khi được gọi là "Kisaba" người bản xứ Papua New Guinea và Tây New Guinea, như là một giải thích con người của cuộc gọi to của nam giới.
Chế độ ăn uống bao gồm chủ yếu là trái cây, quả và động vật chân đốt.

## Hình ảnh

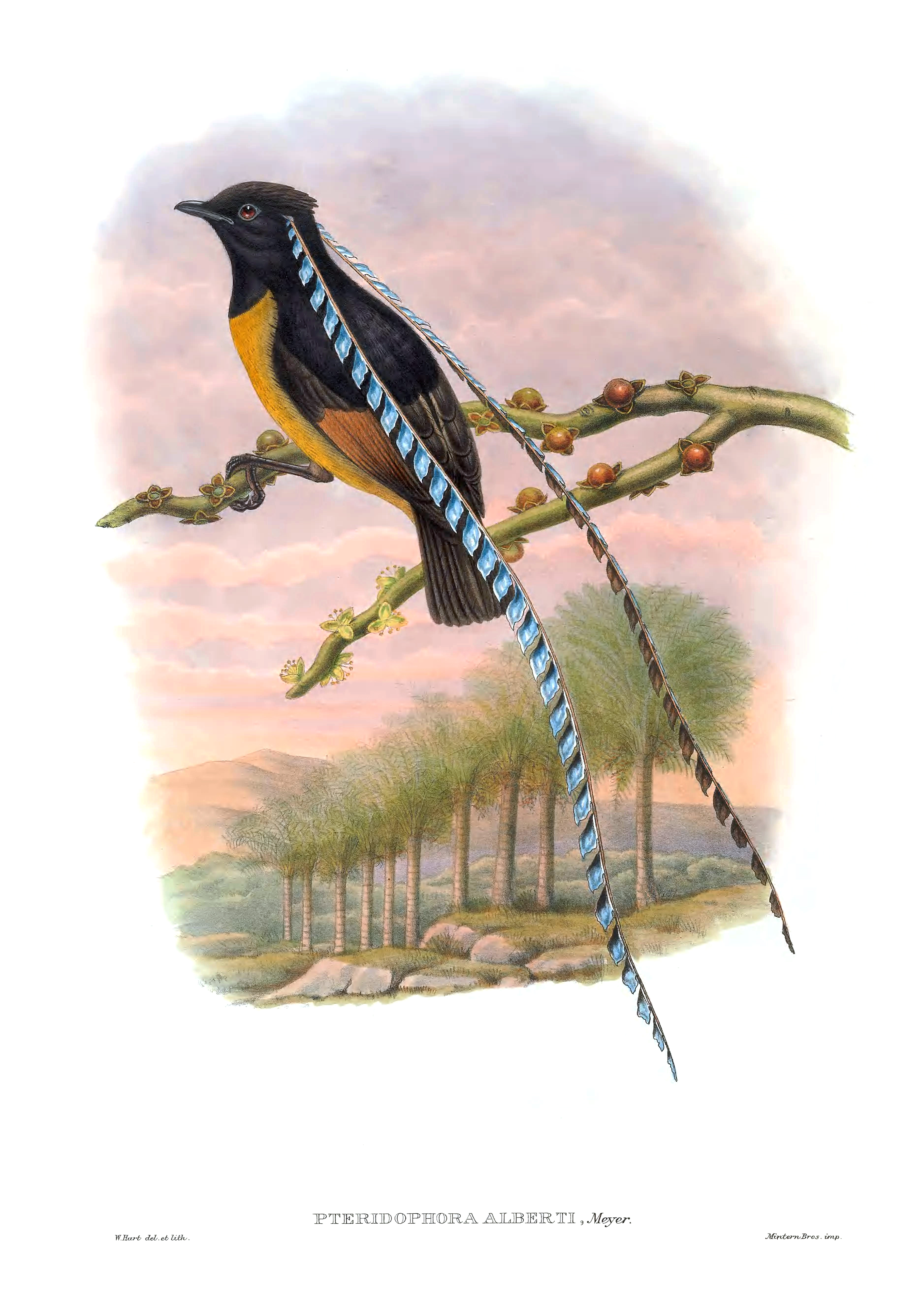
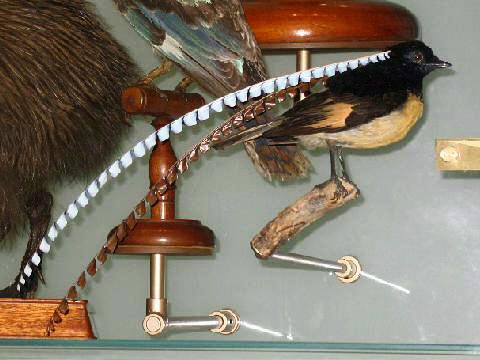